# シダックス・コミュニティー
シダックス・コミュニティー株式会社（SHiDAX COMMUNITY CORPORATION）は、レストランカラオケを手がける日本の企業。株式会社B&Vの100%子会社。

## 概要

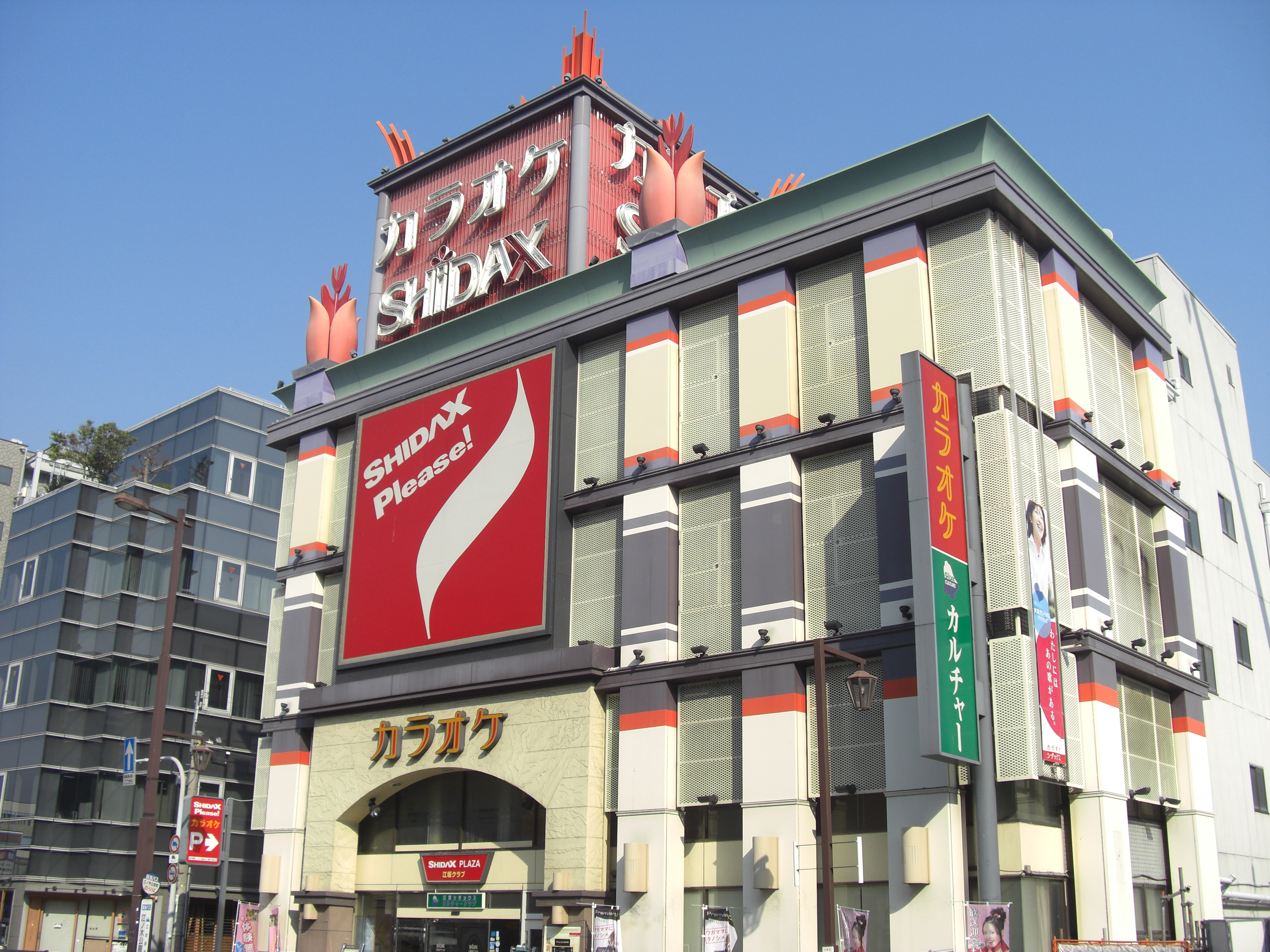
シダックス江坂クラブ（大阪府吹田市・大阪第一号店。2014年1月に閉店）

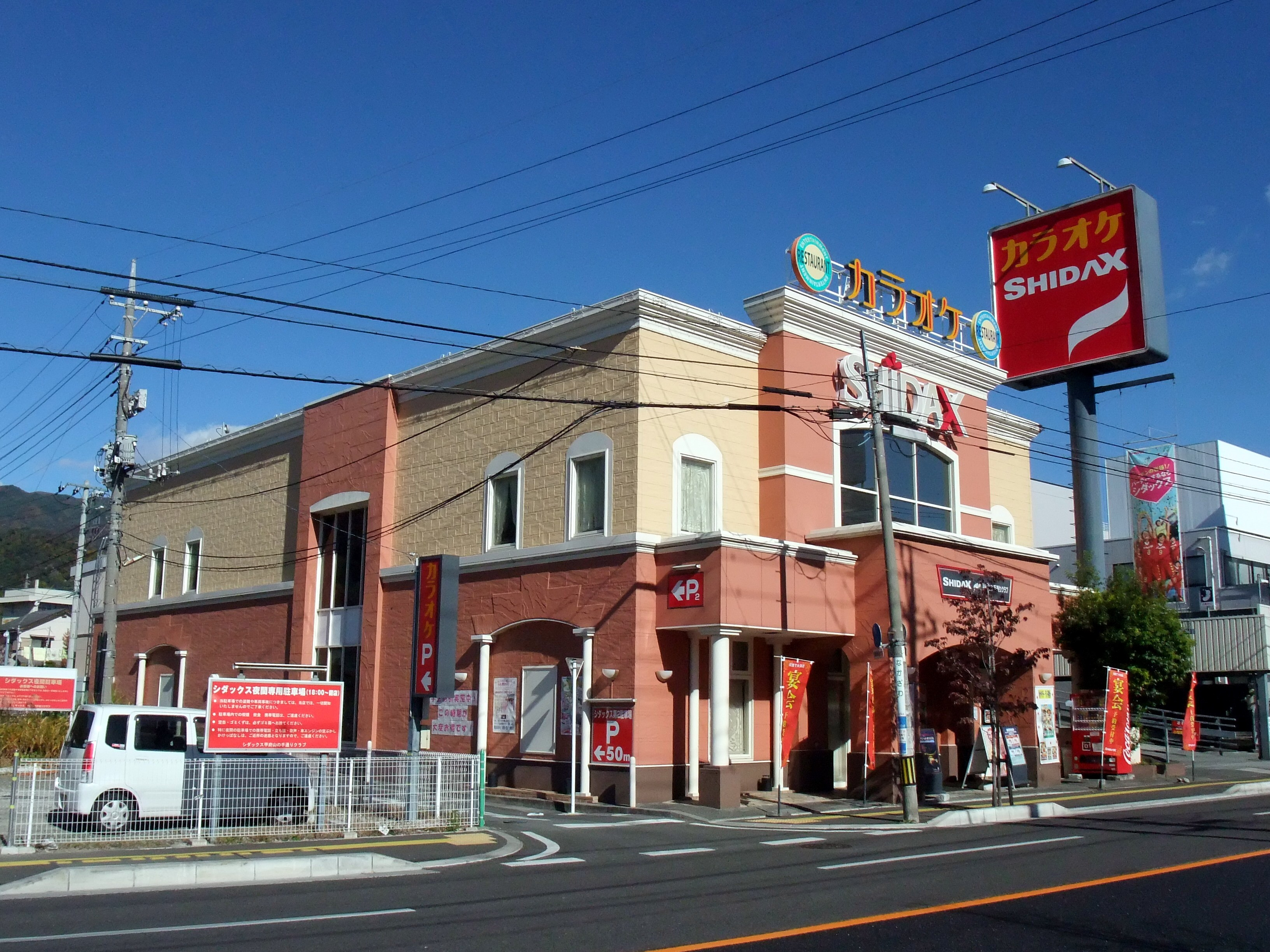
シダックス甲府山の手通りクラブ（山梨県甲府市・全国第100号店。2016年9月に閉店し、現在はカラオケBanBan甲府山の手通り店へ転換

全国各地で「シダックス」の名称でレストランカラオケ事業を行っている。
シダックス株式会社がカラオケ事業立ち上げたきっかけは、1984年に立ち上げたレストラン事業にまでさかのぼる。当時、給食調理士のマナー向上などのために東京都内を中心に8店舗を設立したが、給食業と運営とのノウハウが基本的に異なっていたため失敗に終わる。その過程で膨らんだ店舗用の土地リース契約を何とかするために設立されたのが現在主流とするカラオケ事業であった。
1993年に太平洋ベルト地帯に自宅から20分以内に行けるようにするという戦略の下、1000億円かけて350店出店している。1998年には業界1位に躍り出て、2004年には全国300店舗を達成した。
しかし2010年に「カラオケ本舗まねきねこ」を運営するコシダカホールディングスに抜かれ業界1位から転落。2016年3月末に不採算店舗約100店をシダックストラベラーズコミュニティー株式会社（シダックス・コミュニティーが35%の株式を保有する持分法適用会社）に移管し、9月末までに約60店舗を閉鎖し、その中には旗艦店であった渋谷シダックスビレッジクラブも含まれていた。2016年9月に閉店した店舗の内約40店舗は、同業の第一興商（「ビッグエコー」）とシン・コーポレーション（「カラオケBanBan」）へ譲渡もしくは転貸された（2社とも機器はDAMのみ設置、「カラオケBanBan」は後にJOYSOUNDも導入）。2016年9月に閉店し、「ビッグエコー」や「カラオケBanBan」へ譲渡もしくは転貸された店舗では、2016年3月期発行のシダックス株主優待券が2017年6月30日まで利用可能であった。他にも、2016年9月の大量閉店前後にも、シダックスが撤退した跡地にスタンダード（「JOYSOUND」）やコシダカホールディングス（「カラオケ本舗まねきねこ」）が居抜き出店するケースがあった。
2018年3月期における売上高も、2017年6月に「カラオケマック」を運営するAirsideを連結子会社化した第一興商グループ（「ビッグエコー」・「カラオケマック」）やコシダカホールディングス（「カラオケ本舗まねきねこ」・「ひとりカラオケ専門店 ワンカラ」）を下回るまでに低迷していた。

### B&V傘下へ
シダックスのレストランカラオケ事業は、コシダカホールディングス（「カラオケ本舗まねきねこ」）・東愛産業（「ジャンボカラオケ広場」）・クリアックス（「歌広場」）といった低価格チェーン店の台頭により2000年代後半以降は低迷が続いていた。シダックスは郊外大型店が多く、店舗の土地賃貸契約が15 - 20年で契約期間中に閉店した場合は高額の違約金が発生することなどから近年のヒトカラや少人数利用へのシフトに対応できず、旧来のグループ客・食事利用に依存する経営が続いていた。それ故に、シダックスの店舗は「家から遠く、料金も高い」というイメージが定着し、飲酒運転に関する処分の厳罰化や同業他社が飲食物の持込を認めるなどしたため、シダックスの利用客は減少していった。さらには人員削減や維持管理費の削減などのコストカットも裏目に出る結果となった。朝日新聞が2018年6月の週末の夜に東京都内で行ったシダックスとカラオケ館との比較調査では、シダックスは店内は閑散としており、設備の手入れが行き届かないなど維持管理費の削減が表面化していたのに対し、カラオケ館は設備の手入れが行き届いており、仕事帰りの若年層でにぎわっていたという。1ルーム30分の利用料金（いずれも1ドリンク制）においても、カラオケ館の安さが際立っていた。このため売上減少や固定費や出店費用増大を招き、2016年3月期より赤字決算が続いていた他、2017年3月期に純資産において約8億7000万円の債務超過に転落。2018年3月期でも約24億円の最終赤字、約33億円の債務超過にそれぞれ陥ったことから、当時の親会社であったシダックスは2018年5月30日にカラオケ館などを運営するB&Vと資本・業務提携を締結。
シダックスが保有するシダックス・コミュニティー株式の内81%並びに、シダックストラベラーズコミュニティーの債権は、2018年6月7日付でB&Vへ譲渡され、シダックス・コミュニティーはB&Vの連結子会社となった。B&Vはシダックス・コミュニティーに対して経営指導並びに資金の支援を行う他、既存店舗のリニューアルやオペレーションの改善を実施し、一部の店舗は「カラオケ館」へ転換された。残る19%の株式を保有するシダックスは、食材・消耗品の販売・配送、 業務管理システムの提供、個人情報管理・会員サービスの提供をそれぞれ行うとしている。同年8月には本社をB&V本社と同じ中野区にあるサンバレービルへ移転した他、社長執行役員にB&V専務執行役員を務めている前田英男が就任した。同年11月には本社所在地を練馬区へ再移転した他、本店所在地もシダックスと同じ調布市から、B&Vの本店所在地と同じ練馬区へ移転した。これに伴い、シダックス・コミュニティーとシダックストラベラーズコミュニティーの2社は、シダックスグループから離脱した。
2020年7月にシダックスが保有していた株式19%がB&Vへ譲渡され、シダックス・コミュニティーはB&Vの完全子会社となった。

## 沿革
- 1993年12月 - 1号店を開店。
- 2016年 - 9月までに不採算店舗約60店を閉鎖。
- 2018年
  - 5月30日 - シダックスとB&Vとの間で、資本・業務提携を締結。
  - 6月7日 - シダックスが保有する株式の内、81%をB&Vへ譲渡し、シダックス・コミュニティーはB&Vの連結子会社となる。
  - 8月 - 本社所在地を新宿区からB&V本社と同じ中野区へ移転。
  - 11月30日 - 本社所在地を練馬区へ、本店所在地を調布市からB&Vの本店所在地と同じ練馬区へそれぞれ移転。
- 2020年7月 - B&Vの完全子会社となる。

## 主な特徴
- フランチャイズ店舗はなく、すべてが直営店であり、郊外を中心に展開されている。各店舗は一般的な「○○店」ではなく、「○○クラブ」と呼称する。
- 店舗に関しては、親会社であるB&Vが運営している「カラオケ館」との競合はないとしている[15][18]。
- 基本コンセプトは「民間の公民館」[3]。
- かつての親会社であったシダックスの外食・給食事業を生かし、カラオケだけでなく食事も楽しめるようにと豊富なメニューが揃えられている。
- かつてはDAM、JOYSOUND、UGAの3機種が置かれていたが、UGAは運営会社のBMBのエクシングへの吸収合併に合わせて撤去されたがその後再設置された店舗もあった。2016年9月よりJOYSOUNDからDAMへ移行が始まり、現在はDAMのみが設置されている。
  - DAMに関してはSmart DAMが設置してある部屋が多く、最新機種のLIVE DAMだけではなくPremier DAM、Premier DAM IIも設置していることが多い。
- 一部店舗を除いてゲーム機、ドリンクバーもある。
- 最大148種類以上の飲物が注文できる飲み放題コースがあり、ドリンクバーとは違い店員が部屋まで運ぶサービスを行っている。
- 郊外に多く出店し、敷地や駐車場を広く確保していることが多い。
- 料金は店舗によって異なる。同業他社よりも高料金とされた料金システムは、2018年7月20日に改定された[19]。料金改定後は一部店舗では公式サイトには料金は表示されず、直接店舗へ問い合わせる形となる。
- 店舗にはパーティールームと呼ばれる大部屋が置かれ、団体客はこの部屋に案内される。
- 部屋に設置してあるテレビは液晶テレビである。店舗によっては100インチの大型テレビも用意されている[3]。
- 楽器練習や会議などカラオケ機器を利用しない会員のために「レンタルルーム」という制度がある。この場合、室料が学生・60歳以上料金になる、学生又は60歳以上がレンタルルームを利用する場合は割引はない。
- 会計後にサービス券を配布している。サービス券の割引額は店舗や地域によって異なる。
- 障害者も楽しく利用できるように、店舗のバリアフリーが施されており、多目的トイレや車いす利用者などの優先室が設置されている上、点字の歌詞カードや楽譜も用意されている[3]。

### サービスの見直し
- シダックス・コミュニティーは、B&Vグループ入り直後から、サービスの見直しを実施している。
  - 来店ごとにポイントが付与されるシダックスポイントのポイント付与はB&Vの連結子会社となった当日である2018年6月7日をもって終了、同年12月31日まで利用できた[20]。代替として、同年8月1日より、B&Vが運営しているカラオケ館公式アプリが「カラオケ館&SHIDAXアプリ」としてリニューアルされ、両ブランド相互によるポイントサービスが開始たれた[21]。シダックスクラブ会員証も2018年12月31日をもって利用終了となった[22]。
  - シダックスの子会社であるエス・アイテックス株式会社が運営しているシダックスアプリも、2019年2月28日をもって終了となった。[23]。
  - 2018年7月20日に料金を改定。小学生まで時間無制限でルーム料金無料であったファミリーサービスは、カラオケ館のファミリープラン同様、2時間までルーム料金無料に変更された。ゆったりランチは同年7月2日をもって終了したが、同年7月3日以降もランチ自体は継続される。ランチ利用のみの場合は、カラオケ利用と同様に室料が必要となり、ワンドリンクオーダー制となった。一部のキャンペーンも同年7月19日までに終了した[19][24]。
  - キッズ会員サービスも2018年10月1日に見直しが行われ、グラスドリンク人数分サービス、飲み放題・宴会コース・フリフリ割引はそれぞれ終了した他、アニバーサリーサービスもバースデーサービスへリニューアルされた[25]。